# Altopiano del Bié

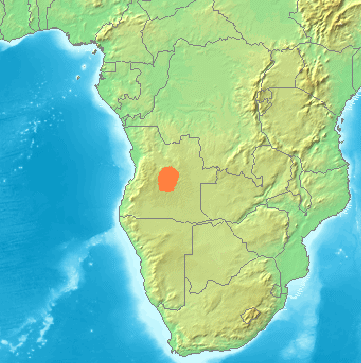
Localizzazione dell'altopiano del Biè nel territorio angolano.

L'altopiano del Bié è una vasta regione di rilievi situata nella zona centrale del territorio dell'Angola.
Si estende su circa 1/10 del territorio angolano, con un bordo rilevato verso l'Oceano Atlantico che digrada lentamente procedendo verso est verso la valle dello Zambesi e la depressione dell'Okavango. Ha una quota media di circa 1.500 metri e culmina nella Serra de Môco a oltre 2.600 metri.
L'Altopiano del Bié costituisce un rilevantissimo nodo idrografico dell'intera Africa sudoccidentale; vi hanno origine numerosissimi importanti fiumi della regione, tributari di quattro distinti bacini idrografici. L'Okavango (chiamato in Angola Cubango), con i suoi affluenti Cuchi e Cuito, si esaurisce nelle omonime paludi in Namibia e Botswana; il Cuando, il Lungué-Bungo e il Luanginga tributano invece allo Zambesi, diretto all'Oceano Indiano; a nord, il Cuanza drena invece una vasta sezione dell'Angola nordoccidentale e tributa direttamente all'Oceano Atlantico, mentre il Cuango (Kwango) e il Kasai (chiamato in Angola Cassai) tributano al grande bacino del Congo.
Il clima è fresco, temperato dall'altitudine, con precipitazioni estive abbondanti che consentono la coltivazione di caffè, mais, riso, sisal, canna da zucchero e arachidi.
L'intera regione non è molto popolata; le città principali che sorgono nell'altopiano sono Huambo e Kuito. L'altopiano è collegato all'Oceano Atlantico tramite la ferrovia di Benguela.